# 布迪爾卡
50°29′40″N 34°25′57″E / 50.49444°N 34.43250°E
布迪爾卡（烏克蘭語：Будилка）是位於烏克蘭東北部的村莊，由蘇梅州蘇梅區的列别金市镇負責管轄。該村處於布德爾卡河畔，分別距離德雷姆柳希1公里和庫利奇卡1.5公里，海拔高度115米，2001年人口2,049。